# Triethylenemelamine
Triethylenemelamine (viết tắt TEM, còn được gọi là Tretamine) là một loại thuốc được sử dụng    trong hóa trị liệu.
Nó có thể gây ra quang sai sắc tố trong các mô hình tế bào.